# Três Ranchos
Três Ranchos este un oraș în Goiás (GO), Brazilia.